# Южно-Курильськ (аеропорт)
Аеропорт Менделєєве (рос. Аэропорт Южно-Курильск) (IATA: DEE, ICAO: UHSM) — аеропорт на острові Кунашир, за 15,5 км NW від селища міського типу Южно-Курильськ, в районі села Менделєєве. Летовище було побудованоо японцями, коли острів Кунашир ще перебував під управлінням Японії, і з тих пір практично не перебудовувався.  15 жовтня 2006 року був закритий через повну руйнацію інфраструктури та злітно-посадкової смуги   . До 7 листопада на злітно-посадковій смузі була проведена заміна 43 плит покриття, ще 45 - відремонтовані. До 20 листопада смуга була готова до роботи. Дозвільні документи на експлуатацію аеропорту «Менделєєве» були отримані 29 грудня . 8 січня 2007 року аеропорт відновив польоти.  Аеропорт був включений в перелік об'єктів, що фінансуються з федерального і обласного бюджетів в 2008 році в рамках Федеральної цільової програми «Соціально-економічний розвиток Курильських островів (Сахалінська область) на 2007 - 2015 роки». В 2012 році на аеродромі встановлено нове світлосигнальне обладнання, аеродром допущений до прийому і випуску повітряних суден в нічний час.  3 лютого 2016 року новий літак "Аврори" Bombardier DHC -8-Q400 здійснив перший рейс на Кунашир. [джерело?]

## Авіалінії та напрямки
| Авіакомпанія | Пункт призначення |
| ------------ | ----------------- |
| Аврора       | Южно-Сахалінськ   |

## Статистика
| рік      | Всього пасажирів (тис. ) | Вантажі (тонн) | Пошта (тонн) |
| 2014     | 16,4                     | 47,4           | 21,7         |
| 2015     | 19,7 ▲                   | 47,6 ▲         | 20,8 ▼       |
| 2016     | 21,2 ▲                   | 48,5 ▲         | 18,8 ▼       |
| 2017     | 24,3 ▲                   | 65,6 ▲         | 25,7 ▲       |
| Джерела: |                          |                |              |

Див. джерело запитів Вікіданих та джерела.

## Прийняті типиВС
Ан-2, Ан-24, Ан-26, Ан-28, Ан-38, Л-410, Як-40, Bombardier Dash 8 та ін. Типи ВС 3-4 класу, вертольоти всіх типів. Класифікаційне число ЗПС (PCN) 20 / R / A / X / T. 